# Amtsgericht Cochem

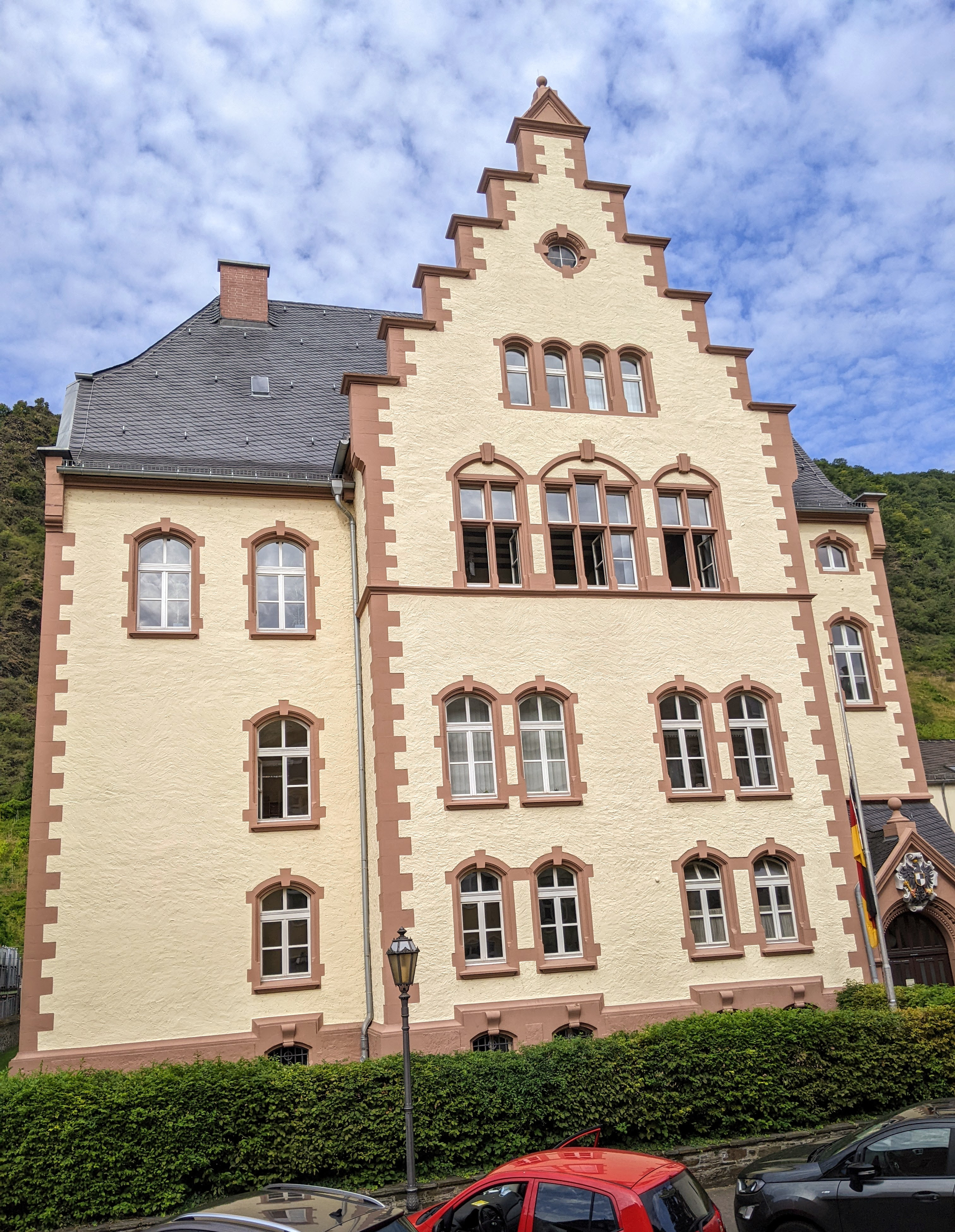
Amtsgericht Cochem

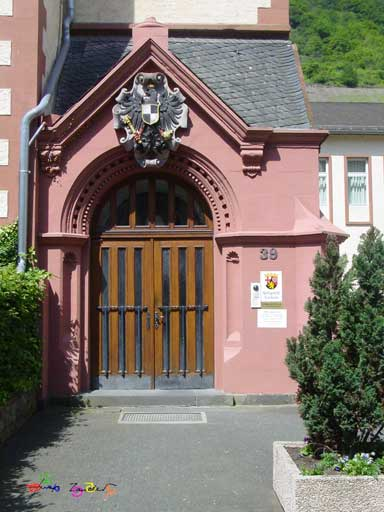
Eingang zum Gerichtsgebäude

Das Amtsgericht Cochem ist ein Gericht der ordentlichen Gerichtsbarkeit in Rheinland-Pfalz und eines von 15 Amtsgerichten im Bezirk des Landgerichts Koblenz.
Das Amtsgericht hat seinen Sitz in der Stadt Cochem, der Gerichtsbezirk umfasst den Landkreis Cochem-Zell.
Dem Amtsgericht ist das Landgericht Koblenz, diesem das Oberlandesgericht Koblenz, diesem der Bundesgerichtshof in Karlsruhe übergeordnet.
Das Amtsgericht ist für alle Entscheidungen zuständig, die den Amtsgerichten vorbehalten sind. Registerangelegenheiten sind beim Amtsgericht Koblenz angesiedelt, für Mahnsachen ist das Amtsgericht Mayen zuständig.

## Gebäude
Das Gerichtsgebäude befindet sich in der Ravenéstraße 39 in Cochem. Es ist geschützt als eingetragenes Kulturdenkmal im Sinne des Denkmalschutz- und -pflegegesetzes (DSchG) des Landes Rheinland-Pfalz.